# Rosey Brown
Roosevelt Brown Jr. (Charlottesville, Virginia, 20 de octubre de 1932 – Columbus, Nueva Jersey, 9 de junio de 2004), más conocido como Rosey Brown, fue un jugador profesional estadounidense de fútbol americano que se desempeñó en la posición de offensive tackle en la National Football League (NFL). Es miembro del Salón de la Fama del Fútbol Americano Profesional.

## Carrera
Brown jugó como profesional trece temporadas en New York Giants (1953-1965), equipo en el que se retiró.

## Reconocimiento
El 2 de agosto de 1975, ingresó como miembro al Salón de la Fama del Fútbol Americano Profesional.